# Paul Anderson (tyngdlyftare)
Paul Anderson, född 17 oktober 1932 i Toccoa, Georgia, död 15 augusti 1994 i Vidalia, Georgia, var en amerikansk styrkeman och olympisk mästare i tungvikt 1956 i klass 90+.

## Karriär
Paul började som tonåring att styrketräna för att bli bättre i amerikansk fotboll. När han började på universitet så träffade han Bob Peoples, en styrkelyftare som introducerade Paul till styrkelyft. Det sägs att Paul i knäböj, klarade 10 repetitioner på 160 kg, första gången han testade övningen, och då helt utan uppvärmning.

## Tyngdlyftning
1955 åkte Paul till Ryssland för att tävla i tyngdlyftning. Det olympiska rekordet i press låg på 150 kg. Paul pressade 183 kg och kallades för "The Wonder of Nature".
Paul blev både världsmästare 1955 och OS-mästare i Melbourne Australien 1956, han hade då samtliga rekord i tyngdlyftning. Paul blev dock utesluten ur Olympiska sommarspelen 1960, då han tagit emot pengar för att visa upp sig på flera utställningar, något som ansågs olämpligt vid denna tid. Paul noterade som bäst under sin karriär 185.5 kg i axelpress, 196.5 kg i stöt och 145 kg i ryck, totalt 512,5 kg.

## Styrkelyft
Paul Anderson noterade som proffs 284 kg i bänkpress, 544 kg i knäböj (2 repetitioner) och 371 kg i marklyft, alltså 1199 kg totalt. Han skall även ha dragit 1000 lbs (ca 453 kg) i marklyft med metallkrokar runt handlederna. På toppen av sin karriär vägde Paul runt 160 kg.
Paul gjorde också ett så kallat "backlift" som innebär att man med hjälp av ryggen lättar en vikt från marken på 1288,20 kg.